# Streptocephalus kaokoensis
Streptocephalus kaokoensis är en kräftdjursart som beskrevs av Barnard 1929. Streptocephalus kaokoensis ingår i släktet Streptocephalus och familjen Streptocephalidae. Inga underarter finns listade i Catalogue of Life.